# 飯田純士
飯田 純士（いいだ あつと、1993年12月24日 - ）は、日本の男子水球選手。青森県出身。青森商業高校、日本体育大学卒業。東京ガスエネット所属。ポジションはセンターバック。
2016年リオデジャネイロオリンピックに日本代表として出場するが、グループステージで敗退。